# توماس إب
توماس إب (بالألمانية: Thomas Epp) مواليد 7 أبريل 1968 في بيتيغهايم-بيسينغن، ألمانيا الغربية، هو لاعب كرة قدم ألماني دولي سابق كان يلعب كمهاجم.

## المسيرة الاحترافية

### أندية لعب لها
- نادي بوخوم
- نادي ساربروكن
- فالدهوف مانهايم
- آينتراخت فرانكفورت
- أدميرا فاكر مودلينغ
- أيل ليماسول

## روابط خارجية
- توماس إب على موقع الاتحاد الدولي (مؤرشف)  (الإنجليزية)
- توماس إب على موقع قاعدة بيانات كرة القدم.إي يو (الإنجليزية)
- توماس إب على موقع بيانات كرة القدم. دي إي (الألمانية)
- توماس إب على موقع عالم كرة القدم.نت (الإنجليزية)